# لوون (نام کوچک)
لوون (ارمنی: Լևոն یا ارمنی غربی: Լեւոն) ممکن است به یکی از موارد زیر اشاره داشته باشد:
- لوون سوم
- لوون آرونیان
- لوون آقابابیان
- لوون آلتونیان
- لوون آنانیان
- لوون اوربلی
- لوون ایشتویان
- لوون ایشخانیان
- لوون بارخوداریان
- لوون پاشالیان
- لوون پانوس داباغیان
- لوون تر-پتروسیان
- لوون توانیان
- لوون توتونچیان
- لوون جولفالاکیان
- لوون چائوشیان
- لوون چوگاسزیان
- لوون داویدیان
- لوون سایان
- لوون سورملیان
- لوون شارافیان
- لوون شانت
- لوون ظهرابیان
- لوون غولیان
- لوون کاراخان
- لوون گئورگیان
- لوون گغامیان
- لوون لارنتس
- لوون ماراشلیان
- لوون ماناساریان
- لوون مکردجیان
- لوون مواردوف
- لوون واهرادیان
- لوون هاروتیونیان
- لوون هامبارتسومیان
- لوون هایراپتیان